# París (tienda por departamento)
París (hasta mayo de 2005 denominada como Almacenes París) es una cadena chilena de grandes almacenes fundada en Santiago en 1900. También tiene presencia en Perú desde 2012 hasta 2020.

## Historia

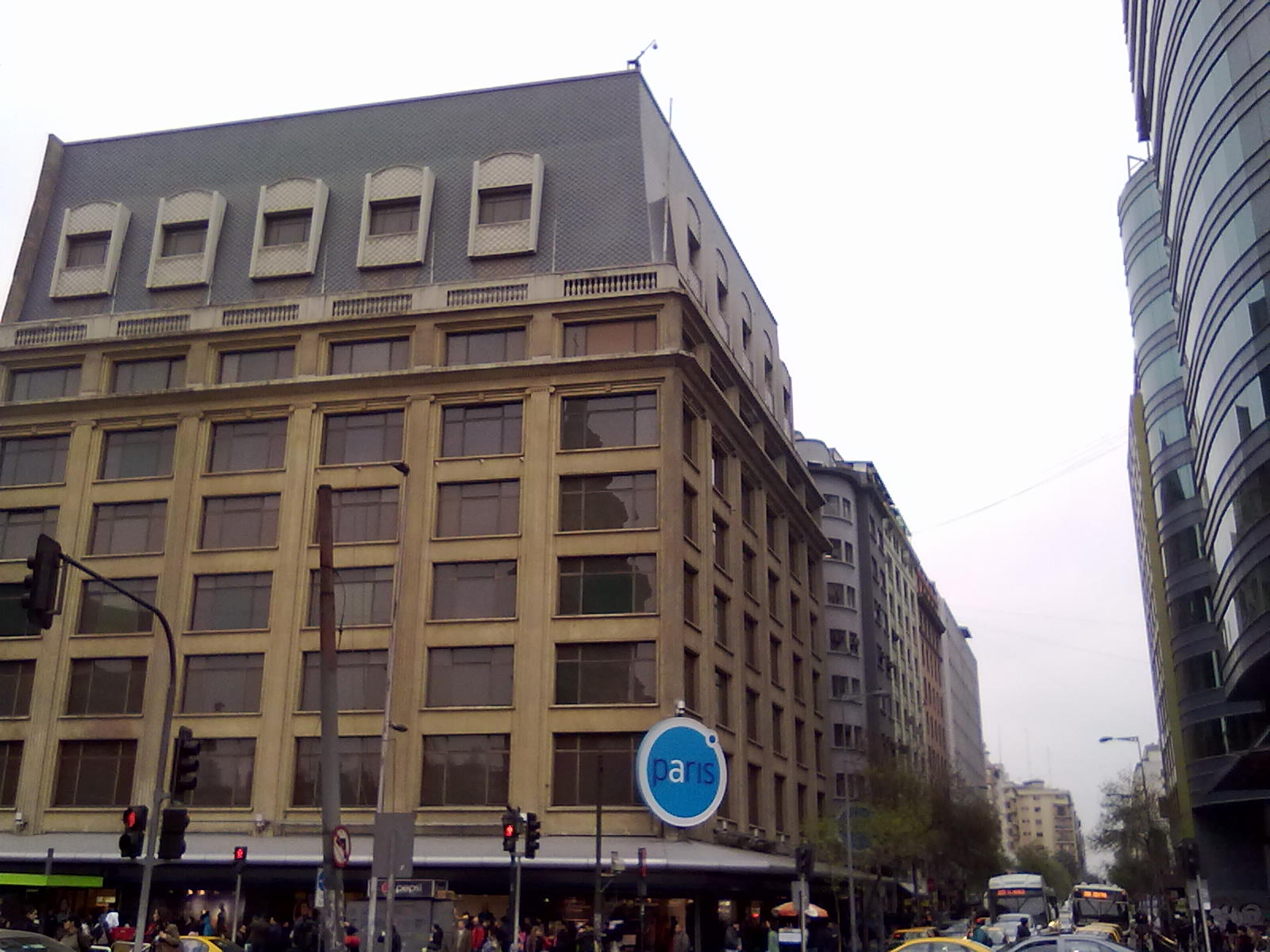
Tienda París ubicada en la Alameda esquina San Antonio en Santiago en 2011. Estuvo en operaciones desde 1949 hasta 2021 y fue su primera casa matriz.

La tienda fue fundada en 1900 por José María Couso, quien instaló la entonces Mueblería París. Su sede central estaba ubicada en Avenida Libertador General Bernardo O'Higgins 815 esquina San Antonio, en la comuna de Santiago. En la década de 1940 ampliaría dicho edificio, que se terminó definitivamente en 1949. Allí, la tienda cambiaría su nombre a "Almacenes París", debido a la ampliación de su rubro de ventas; esta fue la primera tienda de la empresa como cadena de grandes almacenes. En 1970, creó la primera tarjeta de crédito de una multitienda, la Tarjeta París, paso que fue seguido inmediatamente por sus principales competidores, Ripley y Falabella. 
En 1990, producto de la quiebra de la tienda departamental Muricy, Almacenes París adquirió sus locales del Parque Arauco y Mall Plaza Vespucio, y adquirió el edificio ubicado en Coyancura con Las Bellotas, al cual se cambió su casa matriz, dejando el antiguo inmueble de la Alameda, bautizado como Torre París. 

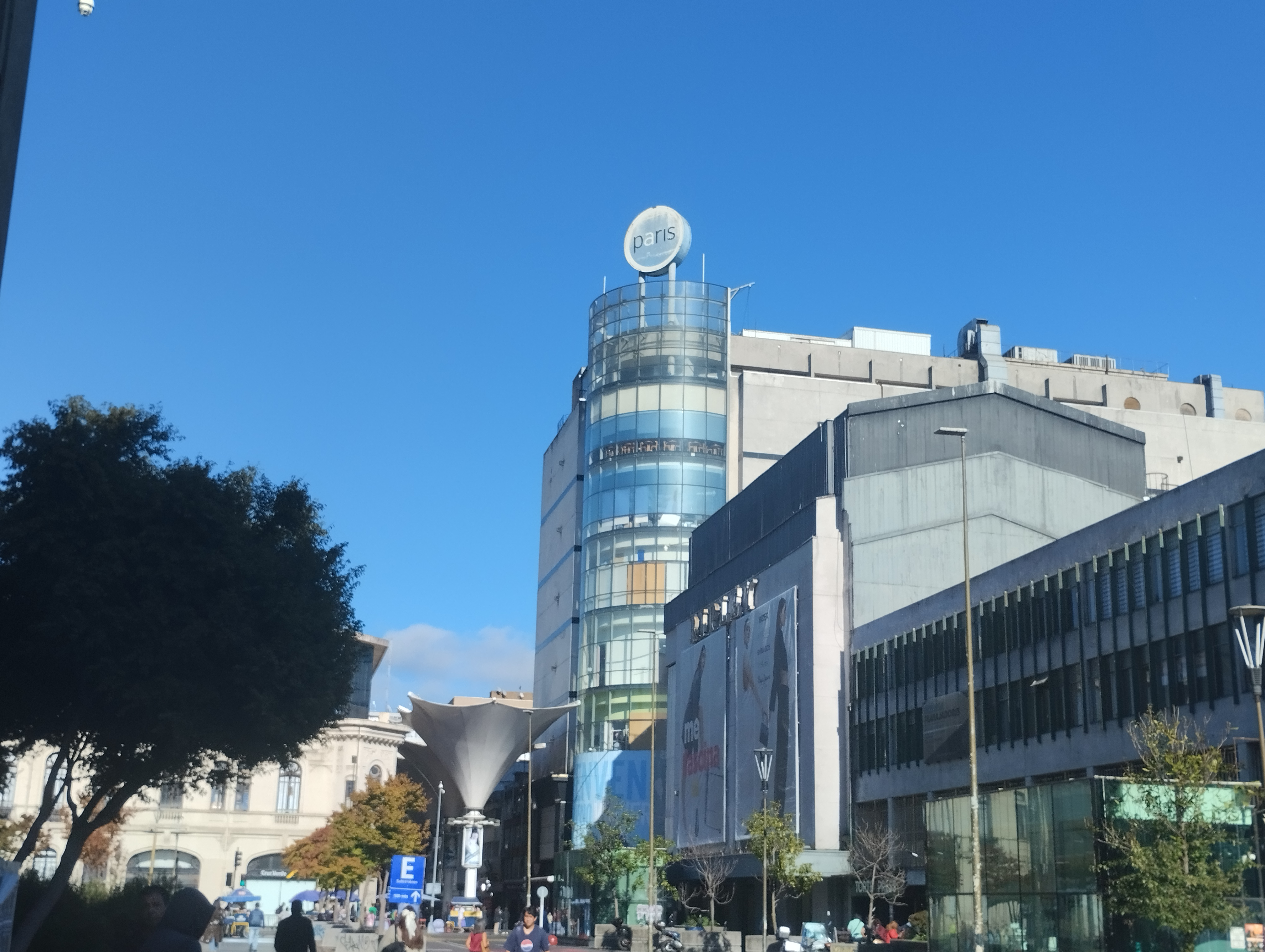
Tienda París ubicada en Barros Arana, en Concepción.

En 1996, dejó de ser una empresa eminentemente familiar para convertirse en una sociedad anónima abierta. En su apertura en la Bolsa logró un aumento de capital de $35 mil millones (100 millones de acciones) colocado exitosamente entre inversionistas institucionales y particulares, principalmente los fondos inyectados por las Administradoras de Fondos de Pensiones AFPs, gracias a lo cual, también iniciarían una expansión a nivel nacional. En 1999 adquiriría el local del Alto Las Condes de la cadena J. C. Penney en Chile.
París vivió su momento de esplendor y fue la primera tienda del país, en la década de los noventa, con Margot Kahl como rostro. Hoy es la segunda tienda por departamentos tras Falabella y seguida por Ripley y La Polar.[cita requerida]

### Era Cencosud

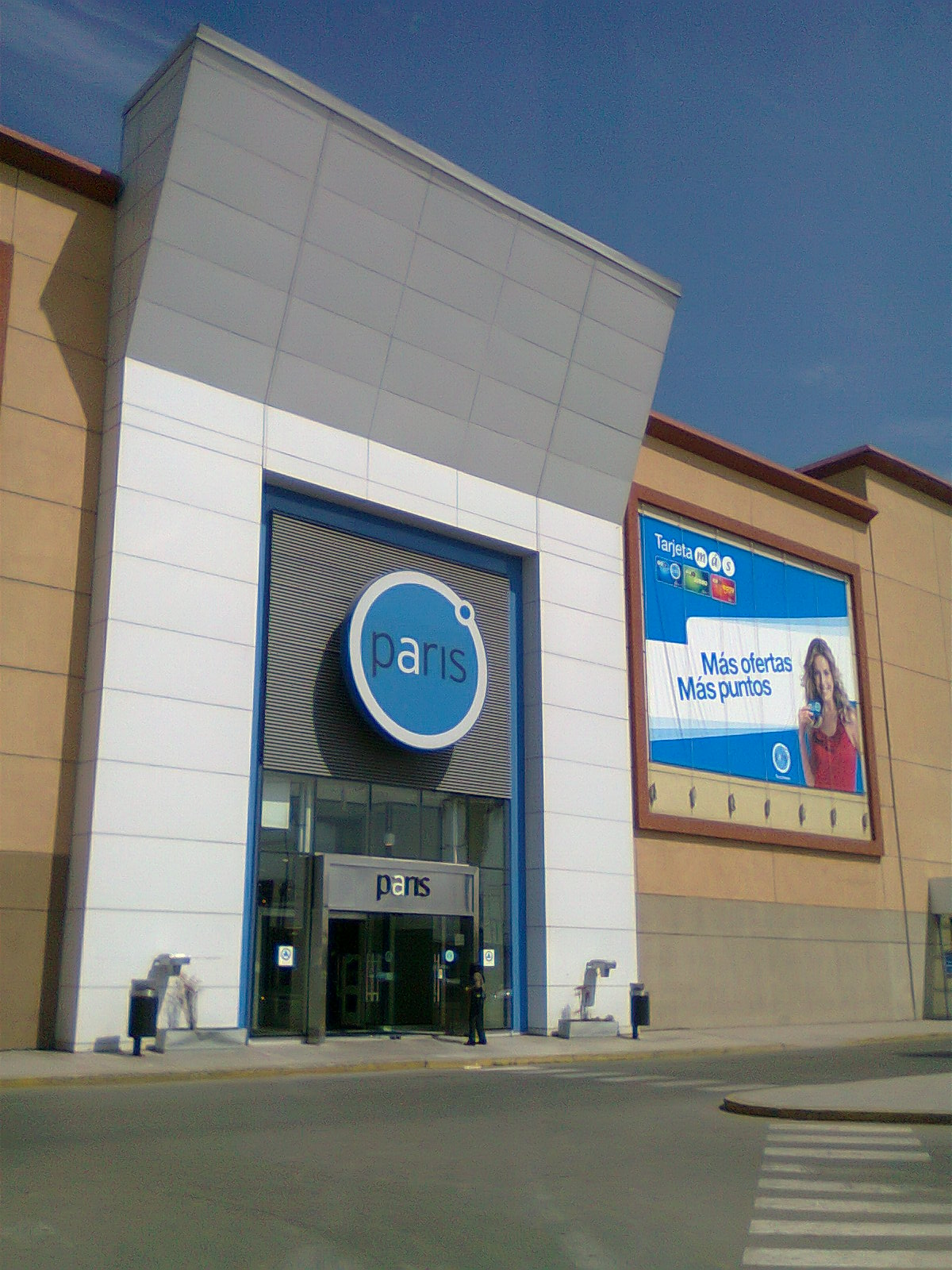
El acceso a la tienda París del Mall Arauco Maipú con una publicidad de Tarjeta Más protagonizada por la animadora Claudia Conserva.

En marzo de 2005 fue oficializada la compra de Empresas Almacenes París S.A. por parte de Cencosud (acrónimo de Centros Comerciales Sudamericanos S.A.), holding consorcio empresarial chileno perteneciente a Horst Paulmann, que opera además en Argentina, principalmente en el rubro del retail. De esta empresa dependen, entre otras: la tienda de materiales de construcción y mejoramiento del hogar Easy, los supermercados Jumbo, Disco, Super Vea y Santa Isabel, los centros comerciales Alto Las Condes, Portal Rosario Shopping, Portal La Dehesa, Florida Center, Unicenter Shopping y Costanera Center, la obra más emblemática del holding y de Santiago de Chile. La compra fue realizada por medio de un canje de acciones entre ambas sociedades. La adquisición de París significó la creación de dos nuevas divisiones empresariales dentro de Cencosud: la división de tiendas por departamento (para París) y la división de retail financiero (para Banco París, Viajes París y Seguros París, entre otros, para los cuales se tuvo que invertir en tiempos de crisis). Al pasar la tienda a manos de Cencosud, esta cambia su nombre a simplemente "París", operando bajo razón social de París S.A.
Entre sus múltiples promociones, las más conocidas son Ventajas y rebajas, los 5 días al rojo, 4 días Hogar, Tecno París y Deco París. Entre los múltiples rostros publicitarios que ha tenido la empresa, Margot Kahl ha sido el más importante, convirtiéndose en el rostro publicitario mejor pagado del país durante la década de los 90. También la empresa tuvo como rostros a los actores Benjamín Vicuña y Diego Boneta, la animadora Tonka Tomicic, la actriz Mayte Rodríguez, el cantante Juanes, las actrices Josefina Montané, Javiera Díaz de Valdés e Ignacia Allamand, el animador Martín Cárcamo y la modelo Carolina Ardohain "Pampita". En 2008 se incorpora como rostro oficial la actriz, modelo, cantante y diseñadora internacional Milla Jovovich. En 2015 Cara Delevingne fue contratada como la nueva figura de las tiendas París, y en 2016 fue el turno de Kendall Jenner.
En junio de 2020, la cadena Johnson, adquirida en 2011 por Cencosud, fue disuelta y sus tiendas fueron absorbidas por París, bajo un nuevo formato de la marca centrada exclusivamente en vestuario, calzado y deporte.
A principios de 2021, Eurofashion, una empresa chilena creada en 2006 y perteneciente a Cencosud, especializada en desarrollar marcas de vestuario nacionales e internacionales importados y/o representados por Cencosud en Chile, y que hasta entonces era parte del área de "tiendas por departamento", fue absorbida e integrada a París. Ese mismo año, una alianza con Copec Voltex y Electro Pipau permitió la incorporación de 60 furgones eléctricos para su flota exclusiva de reparto para despacho a domicilio, contribuyendo al proceso de transición a la electromovilidad y al uso de energías renovables en Chile.
El 15 de enero de 2021, Cencosud anunció el cierre definitivo de su tienda en Alameda con San Antonio después de 72 años de funcionamiento. Esto se debió a la poca rentabilización del sector, además de realizar una reestructuración pensando en la digitalización. El cierre se concretó el 29 de enero de 2021, y se estima que 110 trabajadores fueron despedidos. Cabe destacar que el sector fue comúnmente escenario de protestas.
París comparte instalaciones con su matriz Cencosud en un edificio ubicado al costado del mall Alto Las Condes, en Avenida Kennedy 9001, Piso 4, Las Condes, Santiago.

### Expansión a Perú

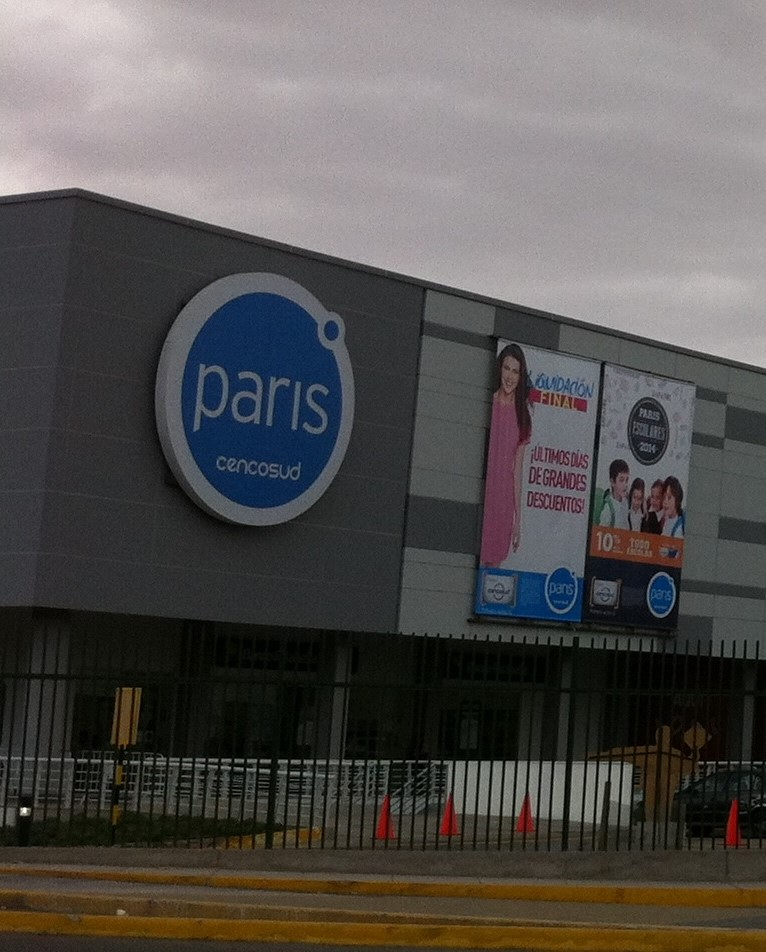
Tienda París en Ica, Perú.

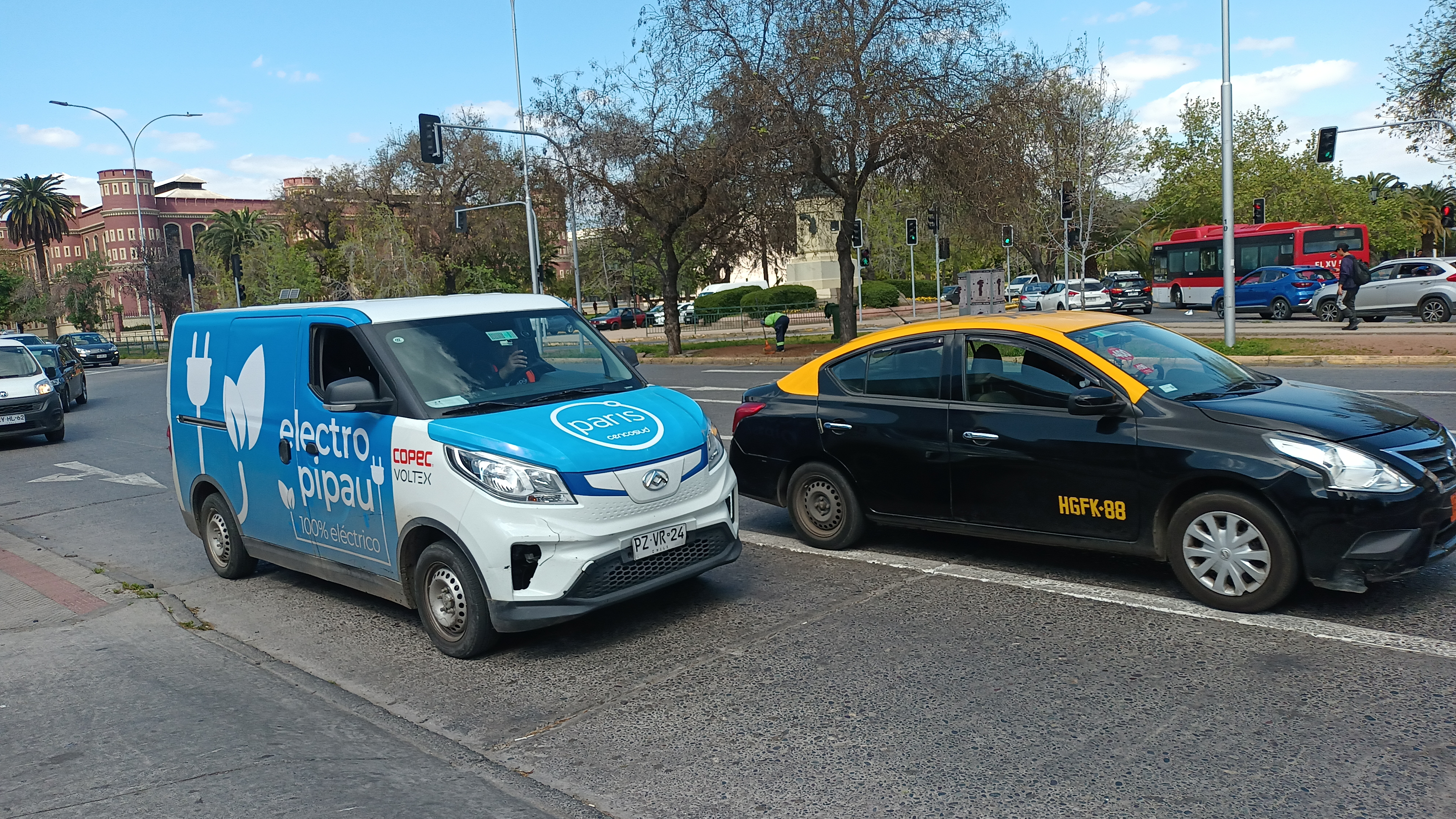
Furgón eléctrico de reparto para despacho a domicilio

En marzo de 2013 Cencosud inicia la apertura de sus primeras tiendas París en Perú, donde su plan era abrir doce tiendas entre 2013 y 2014, con en el plan de inversión 2012. La cadena inauguró su primer local en el primer trimestre de 2013, en la ciudad de Arequipa en el centro comercial Arequipa Center, propiedad de Cencosud, en este centro comercial París cuenta con un espacio construido de más de 6000 m², continuando con la apertura de la tienda en Plaza Norte, siendo la primera tienda en la ciudad de Lima. Seguido de la tercera tienda en el CC. El Quinde Shopping Plaza en la ciudad de Cajamarca, y en noviembre, París llega a inaugurar tres nuevas tiendas en el CC. El Quinde Shopping Plaza de la ciudad de Ica, una segunda tienda en la ciudad de Arequipa en el centro comercial Parque Lambramani propiedad de Parque Arauco, y finalmente con la sexta tienda en la ciudad de Lima, en el centro comercial Megaplaza Norte.
Entre 2014 y 2015 se abren las tiendas París, de Mallplaza Bellavista en Lima y Mallplaza Trujillo en la Región Trujillo, también se abre la tienda París del Mall La Rambla Brasil en Lima. En 2016 se abre la tienda París del Mall Jockey Plaza donde es una de las tiendas más importantes de la marca en Perú y abre en el principal Mall de Lima. En 2017 se abre la tienda París Mall del Sur.
El 30 de junio de 2020, durante la pandemia de COVID-19, Cencosud anunció el cierre definitivo de París en el Perú cerrando todas sus tiendas y trasladando los trabajadores a los supermercados Wong y Metro.

## Cronología
- 1900: Don José María Cousó inaugura "Mueblería París".
- 1919: Retiro de don José María Couso, sus yernos forman la sociedad "Landea, Santos y Galmez". Incorporan tapicería, ropa de cama, colchones y alfombras.
- 1940: Inauguración primera etapa del edificio de Alameda con San Antonio.
- 1949: Inauguración definitiva del edificio. Nace el departamento de vestuario y de "Mueblería" pasa a ser "Almacenes París".
- 1983: Inauguración Tienda Plaza Lyon, en Providencia (14 de abril, anteriormente ocupada por Gala-Sears).
- 1990: Automatizaciones de la empresa.
- 1991: Reapertura de tiendas anteriormente ocupadas por Muricy, bajo la marca Almacenes París en Plaza Vespucio y Mall Parque Arauco.
- 1995: Inauguración Plaza del Trébol (Concepción).
- 1996: Creación Almacenes París Comercial S.A., sociedad matriz de la cadena hasta la compra por parte de Cencosud.
- 1997: Creación Administradora de Créditos Comerciales S.A., sociedad encargada de emitir la Tarjeta Almacenes París.
- 1998: Inauguración Barros Arana (Concepción), Plaza La Serena, tiendas virtuales Talca y Chillán y Muebles Roble (Chillán). En este mismo año ingresa al negocio de agencias de viajes en asociación con la cadena española de tiendas El Corte Inglés, de esta manera nace “Viajes El Corte Inglés-París”. También se suman al negocio de corretajes de seguros con “París Corredores de Seguros”.
- 1999: Apertura tiendas Plaza Tobalaba, Marina Arauco en Viña del Mar, Nueva Mueblería París (Nordik), Centro de Distribución, Muebles La Serena y compra de los locales de JC Penney en Chile. En este mismo año Almacenes París se convierta en la primera cadena de tiendas por departamentos en Chile que lanza un portal de ventas por Internet.

Tienda Paris en la ciudad de Valdivia.

- Tienda Paris en la ciudad de Valdivia.2000: Reapertura de local de JC Penney en Alto Las Condes y nueva tienda en Temuco (ex Sporting CVM).
- 2001: Llegada a Chillán al Mall Arauco Chillán y a Talca en formato Express.
- 2003: Nuevas aperturas en Calama, Los Ángeles, Villa Alemana (express), Antofagasta (express) y Huechuraba en el nuevo Mall Plaza Norte.
- 2004: Llegada a Florida Center y compra de división de consumo del Banco Santander Santiago, Banco Santiago Express, que pasa a denominarse Banco París. Ese año se produce el cambio más grande que ha registrado la propiedad de la empresa donde los hermanos Juan Antonio, José Miguel y Luis Alberto Gálmez Puig se desvinculan de la propiedad de la empresa, permitiendo la entrada de Quiñenco, Consorcio y aumento de participación de don Jorge Gálmez, operación previa a la llegada de Cencosud a la empresa.
- 2005: La cadena es adquirida por una OPA no solicitada por el Grupo Cencosud.
- 2006-2008: Se inicia un fuerte proceso de expansión bajo el alero de Cencosud, destacándose las aperturas de Valparaíso, Rancagua y Temuco en centros comerciales manejados por el grupo, además de Antofagasta, Iquique, Curicó y Puerto Montt.
- 2010-2011: Aperturas en Copiapó, Arica, Arauco Estación, Arauco San Antonio, Ñuñoa y San Bernardo.
- 2011: La cadena desiste instalarse en Buenos Aires.[14]
- 2012: En Chile, la Tarjeta Más París pasa a llamarse Tarjeta Cencosud.
- 2013: Comienza a operar en Perú con la apertura de un local de 6.000 metros cuadrados en Arequipa.
- 2016: En Chile, cierra el Banco París y Viajes París. Seguros París pasa a llamarse Seguros Cencosud.
- 2017: París se convierte en la primera multitienda de Chile en dejar de entregar bolsas plásticas a sus clientes, reemplazando por bolsas de papel. Al año siguiente deja de imprimir catálogos, en el contexto de hacer campañas sustentables con el planeta durante el último tiempo.
- 2020: Cesan las operaciones en Perú con el cierre de todos los locales y el traslado de los trabajadores a Wong y Metro. A inicios de 2025. anuncio el regreso de la operación de Paris en Peru. En Chile, se crea el formato París Express absorbe a Johnson, con tiendas de menor tamaño ofreciendo artículos de vestuario, calzado y deporte.[8]
- 2021: Se anuncia el cierre de su tienda ubicado en Alameda con San Antonio después de 72 años de funcionamiento.[15] Además se anuncia que la empresa "Eurofashion" perteneciente al área de "tiendas por departamento" será integrada y absorbida por París.[9][10]
- 2023 - Aperturas en las ciudades de Talca y Valdivia. Se cierra la tienda París Mall Plaza Tobalaba por la decisión de Cencosud.

## París Parade

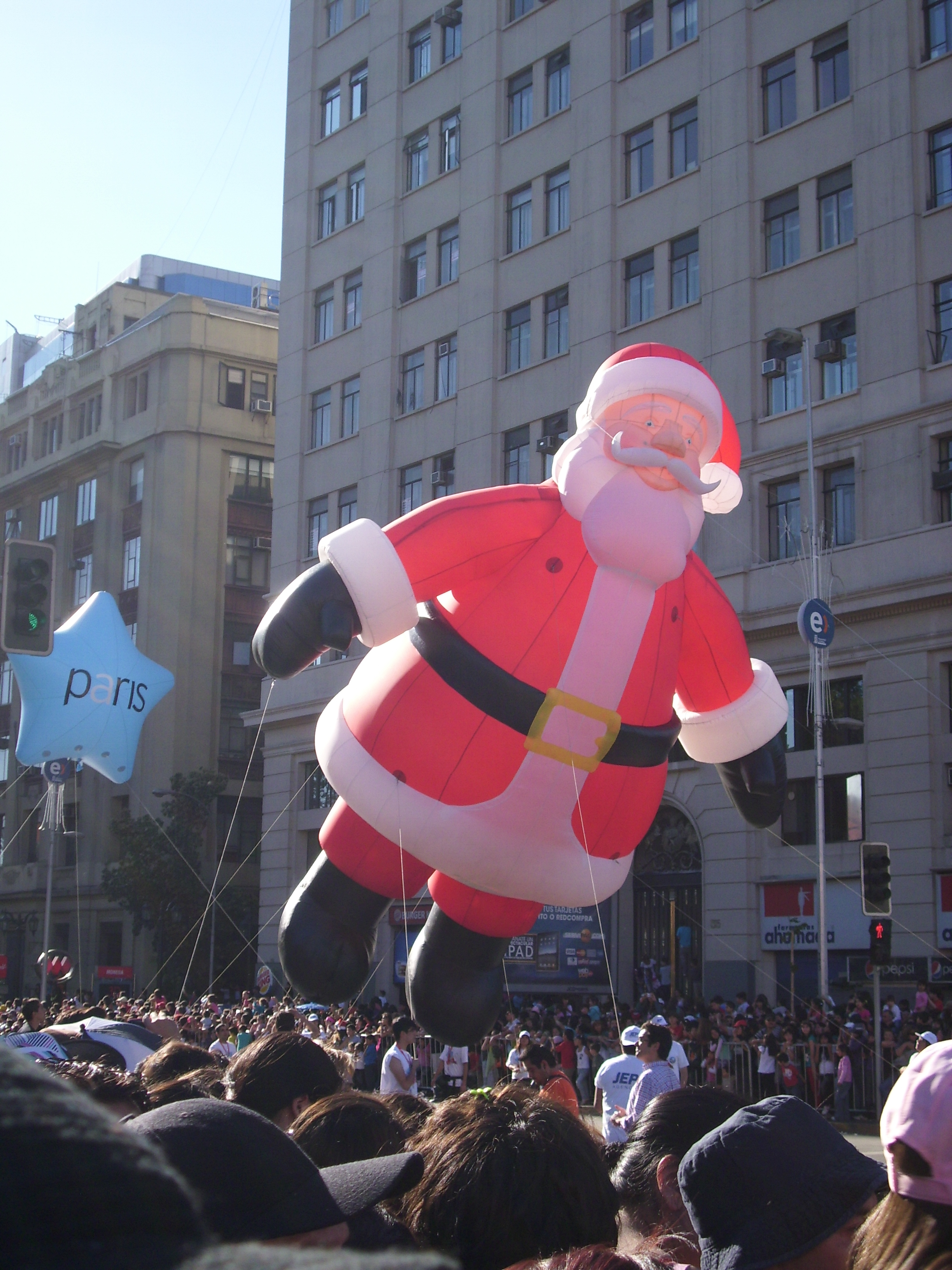
Globo con la figura de Papá Noel en el París Parade 2010.

El París Parade es un desfile navideño anual realizado el segundo domingo de diciembre por la tienda París en la Avenida Libertador General Bernardo O'Higgins en la ciudad de Santiago, Chile, siendo el mayor de Latinoamérica. Comenzó en 2010 y cuenta con globos gigantes de helio con la figura de personajes infantiles y comparsas. La versión de 2019 fue cancelada debido a las protestas y al estallido social ocurrido en el país. Al igual que la versión de 2020 por la pandemia de Covid-19. En 2021, y luego tres años sin realizar el desfile navideño se anunció el regreso de París Parade para 2021; por primera vez el desfile llegará a diferentes regiones del país además de Santiago, contando con medidas sanitarias para realizar el evento. Para 2022, por primera vez no se celebró el evento en Santiago, sino en las ciudades de Talcahuano y Coquimbo.
| Año  | Protagonista(s)                           | Aparición                                 | Asistentes                                | Artista invitado                          | Transmisión televisiva                               |
| ---- | ----------------------------------------- | ----------------------------------------- | ----------------------------------------- | ----------------------------------------- | ---------------------------------------------------- |
| 2010 | Papá Noel                                 | Navidad                                   | ≈400 000                                  | —                                         |                                                      |
| 2011 | Condorito                                 | Condorito                                 | ≈300 000                                  | —                                         |                                                      |
| 2012 | Tulio Triviño                             | 31 minutos                                | ≈600 000                                  | —                                         | Ignacio Franzani y Claudia Conserva                  |
| 2013 | Papelucho                                 | Papelucho                                 | ≈800 000                                  | —                                         |                                                      |
| 2014 | Mampato                                   | Mampato                                   | ≈800 000                                  | —                                         | Macarena Tondreau, Jordi Castell y Simoney           |
| 2015 | El Chavo                                  | El Chavo animado                          | ≈800 000                                  | —                                         | Claudia Conserva y Sebastián Jiménez                 |
| 2016 | Papá Oso                                  | Historia de un oso                        | ≈1 000                                    | —                                         | Cristián Sánchez, Emilia Daiber y Macarena Sarmiento |
| 2017 | Coné y Yuyito                             | Condorito                                 | ≈800 000                                  | —                                         | Tonka Tomicic y Josefina Montané                     |
| 2018 | Rayén y Mocha Dick                        | Por un mundo mejor                        | ≈1 000                                    | Denise Rosenthal                          | Tonka Tomicic y Benjamín Vicuña                      |
| 2019 | Cancelada por las protestas en Chile      | Cancelada por las protestas en Chile      | Cancelada por las protestas en Chile      | Cancelada por las protestas en Chile      | Cancelada por las protestas en Chile                 |
| 2020 | No se realizó por la pandemia de covid-19 | No se realizó por la pandemia de covid-19 | No se realizó por la pandemia de covid-19 | No se realizó por la pandemia de covid-19 | No se realizó por la pandemia de covid-19            |
| 2021 | Varios                                    |                                           |                                           |                                           |                                                      |
| 2022 | Mafalda                                   | Mafalda                                   |                                           |                                           |                                                      |
| 2023 | Mickey Mouse                              | Disney                                    |                                           |                                           |                                                      |
| 2024 | Varios                                    | Disney                                    |                                           |                                           |                                                      |